# Bão Muroto (1934)
Vào tháng 9 năm 1934, một cơn bão dữ dội đã gây ra sự tàn phá khủng khiếp ở Nhật Bản, khiến hơn 3.000 người dân thiệt mạng. Được mệnh danh là Muroto typhoon (室 戸 台風 Muroto Taifū), hệ thống lần đầu tiên được xác định vào ngày 13 tháng 9 trên miền tây Liên bang Micronesia. Di chuyển về phía tây bắc, cuối cùng nó đã quét qua Quần đảo Ryukyu vào ngày 20 tháng 9. Quay lại hướng đông bắc, cơn bão tăng tốc và tấn công Shikoku và phía nam Honshu vào sáng hôm sau. Nó đã đổ bộ lên Muroto, Kaifu, Đảo Awaji và Kobe. Áp suất 911,9 hPa (26,93 inHg) đã được ghi nhận ở Muroto, khiến cơn bão trở thành xoáy thuận nhiệt đới mạnh nhất từng được ghi nhận tác động đến Nhật Bản vào thời điểm đó. Giá trị này cũng là chỉ số áp lực trên đất liền thấp nhất trên thế giới được ghi nhận tại thời điểm đó; tuy nhiên, nó đã bị vượt qua năm sau bởi cơn bão ngày Lao động 1935. Sau khi đi qua Nhật Bản, nó đã trở thành xoáy thuận ngoại nhiệt đới rồi đi về phía đông và suy yếu. Quay về hướng bắc vào ngày 24 tháng 9, hệ thống đã đi sâu và tác động đến Quần đảo Aleutian; nó được ghi nhận lần cuối vào ngày hôm sau ở phía tây Alaska.
Được coi là "thảm họa lớn thứ hai của Nhật Bản hiện đại", cơn bão đã khiến các phần của Osaka bị hủy hoại. Hàng chục ngàn công trình bị hư hại hoặc bị phá hủy, khiến khoảng 200.000 người mất nhà cửa. Trong số 3.066 người thiệt mạng có 421 trẻ em và giáo viên đã thiệt mạng khi trường học mỏng manh của họ bị phá hủy. Điều này đã khiến nó trong thời điểm đó là trở thành cơn bão nguy hiểm nhất trong lịch sử Nhật Bản. Ngoài các trường hợp tử vong, 13.184 người bị thương. Tổng thiệt hại vượt quá $ 300 triệu USD (1934 USD).

## Lịch sử khí tượng

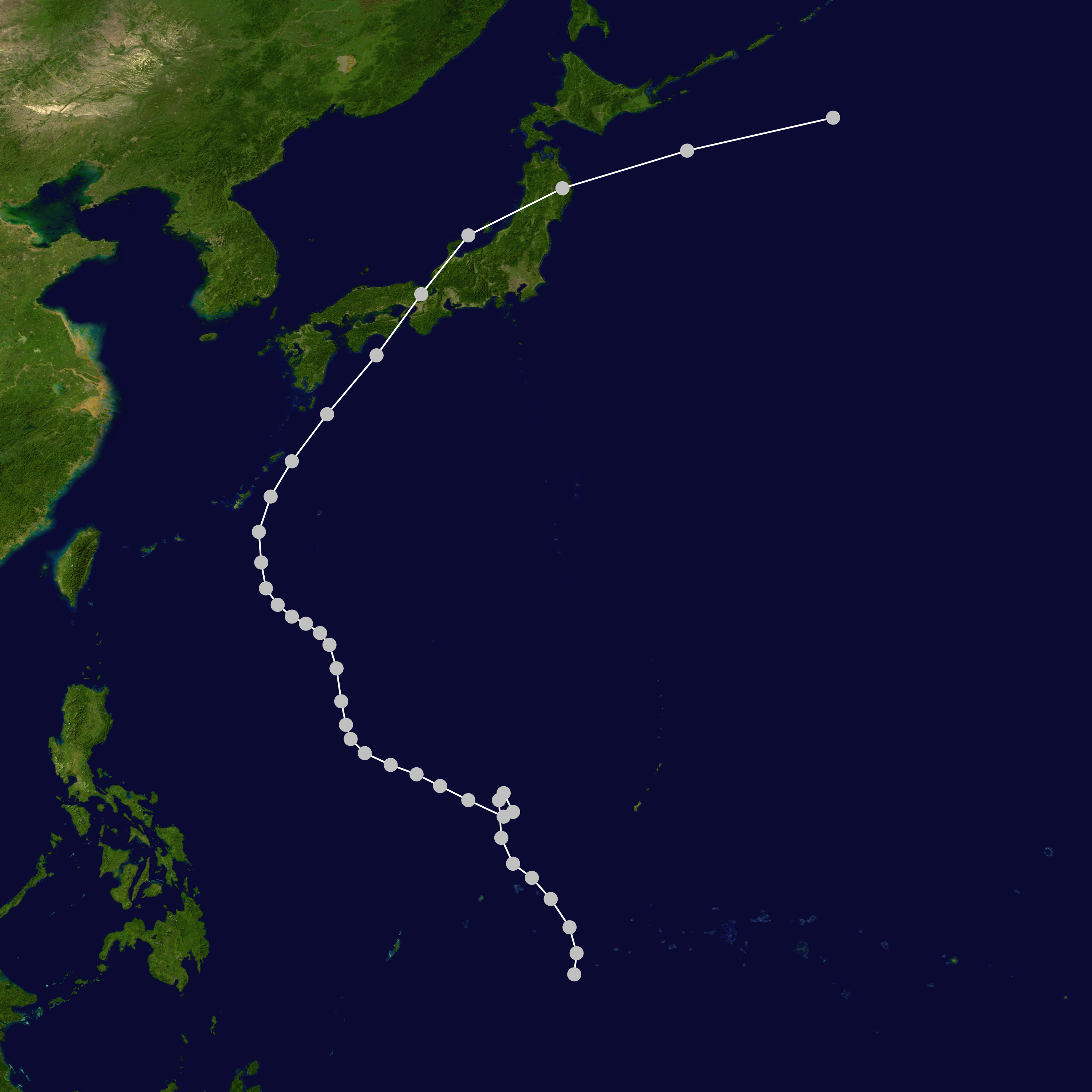
Đường đi của bão Muroto

Vào ngày 9 tháng 9 năm 1934, một cơn bão nhiệt đới đã phát triển ở phía tây Quần đảo Caroline. Cơn bão di chuyển theo hướng tây bắc, thực hiện một vòng lặp ngắn vào ngày 14-15 tháng 9. Sau một thời gian ngắn đi lên phía bắc vào ngày 17 tháng 9, cơn bão bắt đầu di chuyển về phía đông bắc. Nó lướt qua Quần đảo Ryukyu về phía đông nam vào ngày 20 tháng 9 khi nó tăng tốc về phía đông bắc. Vào buổi sáng ngày 21 tháng 9, cơn bão đã tấn công Shikoku và miền nam Honshu. Theo Đài quan sát khí tượng trung ương (hiện được gọi là Cơ quan khí tượng Nhật Bản), sức gió duy trì tối đa 10 phút là 150 km/h (90 mph), bão đổ bộ lên Nhật Bản với các cơn gió mạnh vượt quá 215 km/h (130 mph).
Cơn bão đã đổ bộ vào Muroto, Quận Kōchi, do đó nó được gọi là "cơn bão Muroto". Một kỷ lục thế giới áp suất khí quyển của một trạm mặt đất ghi nhận được là 911,9 hPa (26,93 inHg) đã được nhận thấy ở Muroto. Mặc dù chưa đầy một năm sau đó kỷ lục này đã bị vượt qua bởi cơn bão ngày Lao động 1935 ở Florida Keys, đây vẫn là giá trị áp suất thấp nhất từng thấy ở Nhật Bản đại lục và thấp thứ ba trong cả nước. Nó xuất hiện trong một thời gian ngắn trên Kênh Kii trước khi tấn công Quận Kaifu tại Quận Tokushima. Sau đó, hệ thống vượt qua Kênh Kii và đi qua Đảo Awaji. Sau một thời gian ngắn trên mặt nước, cơn bão đã đổ bộ trực tiếp vào Kobe, Quận Hyōgo, cách chỉ 30 km (19 mi) về phía tây Thành phố Osaka. Giá trị áp suất khí quyển 954,3 hPa (28,18 inHg) đã được quan sát thấy ở Osaka. Băng qua lục địa Nhật Bản, cơn bão đã xuất hiện nhanh chóng trên Biển Nhật Bản trước khi đi qua phía bắc Honshu.